# Mitsubishi F-2
El Mitsubishi F-2 es un avión de combate fabricado por la compañía japonesa Mitsubishi Heavy Industries (MHI) y la estadounidense Lockheed Martin para la Fuerza Aérea de Autodefensa de Japón con reparto de la producción 60/40 entre Japón y Estados Unidos. Se basa en el Lockheed Martin F-16 Fighting Falcon y fueron contratados 94 aviones. Su producción comenzó en 1996 y entró en servicio en el año 2000.

## Desarrollo
En octubre de 1987, Japón seleccionó el F-16 como base de diseño para sustituir el obsoleto Mitsubishi F-1. El programa del F-2 fue polémico, porque en el coste unitario se incluyen los costos del desarrollo, resultó ser 4 veces mayor que un F-16 bloque 50/52, y en el que no se incluyen los respectivos gastos de investigación y desarrollo. 
El vuelo inicial del F-2 fue el 7 de octubre de 1995. Ese año el gobierno japonés aprobó una orden para 141 unidades, rápidamente reducidas a 130, para ser incorporadas al servicio antes de 1999; pero problemas estructurales dieron lugar a que la entrada del servicio fuera en el año 2000. En 2004 un nuevo recorte redujo el proyecto a 98 aparatos, incluyendo prototipos. El resultado total del programa era esencialmente un avión con el tamaño y el peso de un F-15 con solo un motor.
Dieciocho aviones F-2 con base en la Base Aérea de Matsushima (Prefectura de Miyagi) fueron arrastrados por el tsunami del 11 de marzo de 2011.

## Diseño

F-16
F-2.

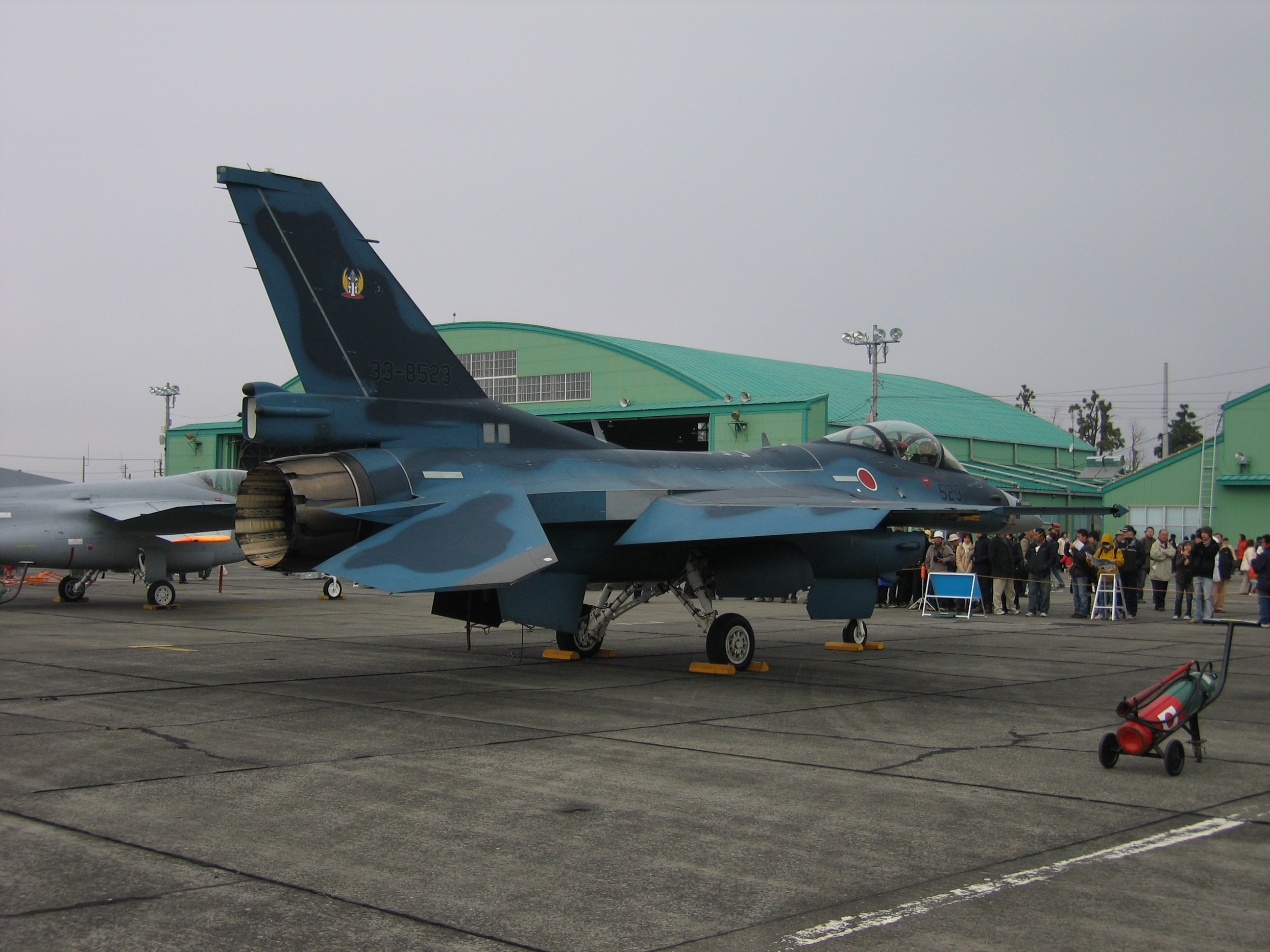
Vista trasera de un F-2.

Diferencias del F-2 respecto al F-16:
- Un 25% más de superficie alar.
- Uso de materiales compuestos para reducir el peso total y la firma electromagnética del radar.
- Un morro más largo y ancho para acomodar un radar del tipo "phased-array".
- Tren de aterrizaje más grande.
- Estabilizador horizontal más grande.
- Toma de aire más grande.
- Ordenadores de a bordo, sistemas de ataque y otros elementos de aviónica desarrollados por NEC y Kokusai Electric
- Potenciales capacidades Stealth para misiones de combate furtivo
- Cúpula de cabina de 3 piezas.
- Capacidad para cuatro misiles ASW, ASM-1 o ASM-2, cuatro AAMs, tanques de combustible adicionales.

Además, el F-2 está equipado con un paracaídas de frenado, al igual que la versión OTAN del F-16.

## Componentes

### Electrónica
| Sistema                     | País | Fabricante | Notas                                                                           |
| --------------------------- | ---- | ---------- | ------------------------------------------------------------------------------- |
| Sistema de control de vuelo |      |            | Cuádruple FBW (3 canales digitales y 1 analógico). Bucle completamente cerrado. |

## Variantes
- XF-2A: prototipo, 1 asiento.
- XF-2B: prototipo, 2 asientos.
- F-2A: caza, 1 asiento.

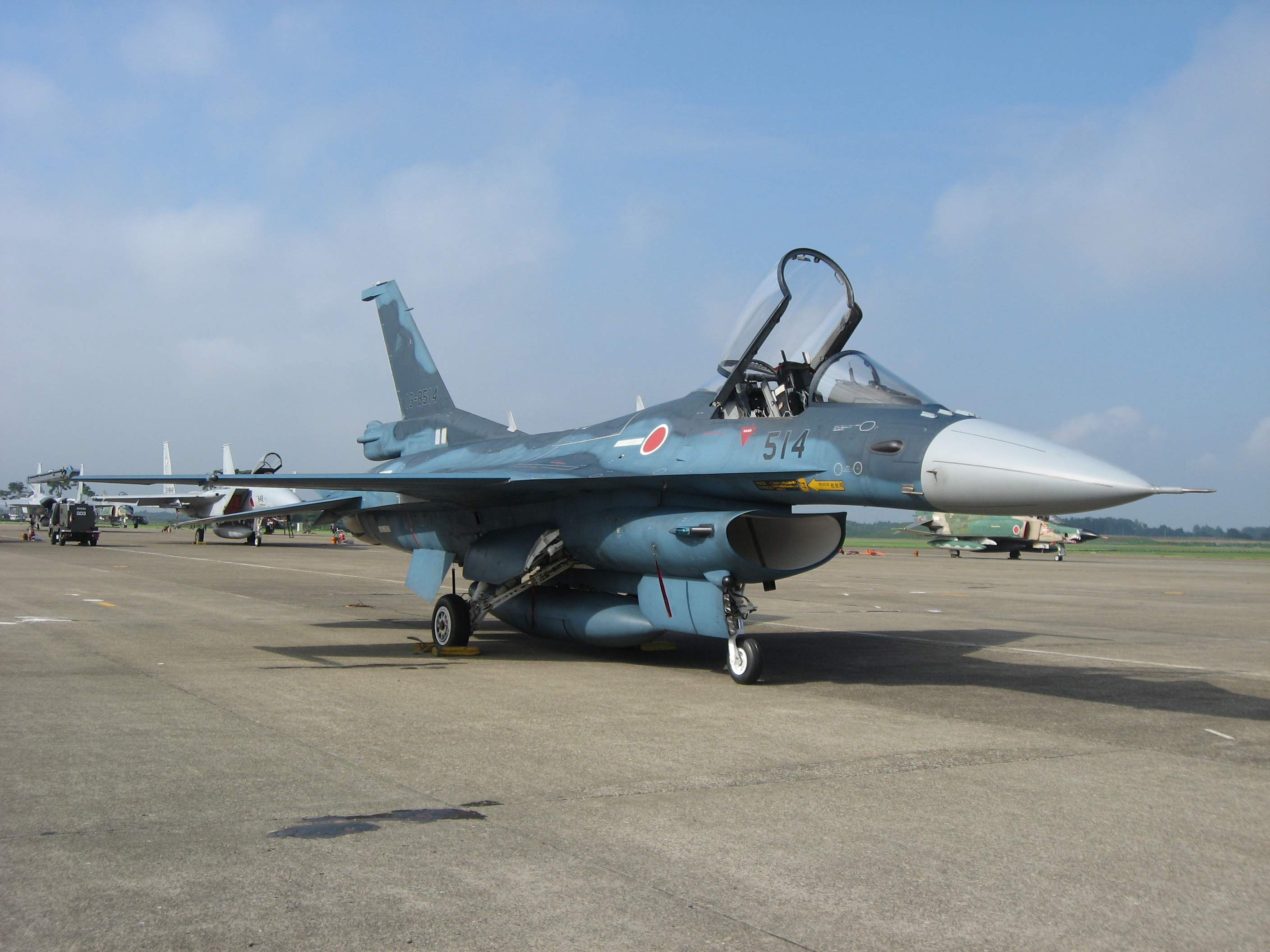
Un F-2A en exhibición en la Base Aérea Hyakuri en 2007.

- F-2B: versión de entrenamiento, 2 asientos.

## Operadores
Japón
- Fuerza Aérea de Autodefensa de Japón. En 2008 hay operativos 76 aparatos, de un total contratado de 94.

## Especificaciones (F-2A)

### Características generales
- Tripulación: 1 piloto (2 en la versión de entrenamiento F-2B)(único en poseer piloto automático)
- Longitud: 15,52 m
- Envergadura: 11,13 m
- Altura: 4,69 m
- Superficie alar: 34,84 m²
- Peso vacío: 9.527 kg
- Peso cargado: 15.000 kg
- Peso máximo al despegue: 22.100 kg
- Planta motriz: 1× turbofán General Electric F110-GE-129.
  - Empuje normal: 75,6 kN (7711 kgf; 17 000 lbf) de empuje.
  - Empuje con postquemador: 131,2 kN (13 381 kgf; 29 500 lbf) de empuje.

### Rendimiento
- Velocidad máxima operativa (Vno): Mach 2,0
- Alcance: 834 km (450 nmi; 518 mi) configurado para misión antibuque
- Techo de vuelo: 17 983 m (58 999 ft)
- Carga alar: 430 kg/m² con un peso de 15.000 kg
- Empuje/peso: 0,89Misil aire-aire Mitsubishi AAM-4.

### Armamento
- Cañones: 1× JM61A1 de calibre 20 mm
- Bombas: Varios tipos de bombas de caída libre con cabezas guiadoras GCS-1 IIR, bombas inteligentes JDAM.
- Misiles: 

  - Misiles aire-aire: AIM-9 Sidewinder, AIM-7 Sparrow, Mitsubishi AAM-3, Mitsubishi AAM-4.
  - Misiles aire-superficie: misiles antibuque ASM-1 y ASM-2.

### Aviónica
- Sistema de radar AESA Mitsubishi J/APG-1

### Desarrollos relacionados
- F-16 Fighting Falcon
- AIDC F-CK-1 Ching-kuo
- T-50 Golden Eagle

### Aeronaves similares
- Dassault Rafale
- Dassault Mirage 2000
- Dassault Mirage 4000
- Saab 39 Gripen
- Saab Gripen NG
- Eurofighter Typhoon
- Mikoyan MiG-29
- Mikoyan MiG-29M
- Mikoyan MiG-35
- Sukhoi  Su-30
- Sukhoi Su-30MKI
- / JF-17 Thunder
- IAI Lavi
- F-16 Fighting Falcon
- Shenyang J-11
- Xian JH-7
- Chengdu J-10